# هولون
هولون هو أحد أشباه الجسيمات الثلاثة (مع سبينون وأوربتون) التي ينقسم إليها الإلكترون خلال عملية فصل الشحنة-اللف عندما يحصر في درجة حرارة قريبة من الصفر المطلق. نظريا يمكن اعتبار الإلكترون بأنه في حالة مقيدة بين الثلاث، حيث السبينون يحمل لف الإلكترون والأوربتون يحمل موقعه المداري والهولون يحمل الشحنة. ولكن في حالات معينة بإمكانهم أن يتحرروا ويتصرفوا كجسيمات مستقلة.

## نظرة عامة
الإلكترونات تنفر من بعضها البعض حسب مبدأ استبعاد باولي. لذا فعندما يتحركوا مع بعضهم البعض في بيئة مزدحمة للغاية، فأنهم يجبروا على تعديل سلوكهم. وأظهر البحث الذي نشرته كلا من جامعة كامبردج وجامعة برمنغهام في انكلترا في يوليو 2009 أن الإلكترونات يمكن أن تقفز إلى ماوراء بعضها البعض خلال نفق ميكانيكا الكم، ولكي تفعل ذلك فإنها تنفصل إلى جسيمين، أسماهما الباحثون بسبينيون وهولون.